# Vereniging Radio Onderzoek Nederlandse Antillen
Die Vereniging Radio Onderzoek Nederlandse Antillen (VERONA), deutsch „Amateurfunkverband von Curaçao“, wörtlich „Verband für Funkuntersuchungen auf den Niederländischen Antillen“, ist die nationale Vereinigung der Funkamateure auf Curaçao.

## Geschichte
Curaçao ist eine 444 km² große Insel im südlichen Teil der Karibik. Sie liegt vor der venezolanischen Küste und ist die größte der Inseln, die ehemals zu den Niederländischen Antillen gehörten. Nach Auflösung des politischen Verbands der Niederländischen Antillen am 10. Oktober 2010 ist sie, wie die Nachbarinsel Aruba und das viel weiter nördlich liegende Sint Maarten, ein Teil des Königreichs der Niederlande.
VERONA wurde 1948 gegründet. Der Name leitet sich als Abkürzung ab von der niederländischen Beschreibung Vereniging voor Experimenteel Radio Onderzoek in de Nederlandse Antillen („Verband für experimentelle Funkuntersuchungen auf den Niederländischen Antillen“). Nach Auflösung der Niederländischen Antillen wurde der Verbandsname beibehalten.
Der Verband hat rund 40 Mitglieder, von denen 25 dauerhaft auf Curaçao leben. Er organisiert und veranstaltet Treffen, Schulungen, Fielddays und Amateurfunkwettbewerbe (Contests). Er gibt ein Verbandsmagazin heraus, unterhält ein QSL-Kartenbüro und verfügt über eine eigene Klubstation.
VERONA ist Mitglied in der International Amateur Radio Union (IARU Region 2), der internationalen Vereinigung von Amateurfunkverbänden, und vertritt dort die Interessen der Funkamateure der Insel.